# Wally Jennings
Walter Henry Jennings (1 tháng 4 năm 1909 - 4 tháng 11 năm 1993 là một cầu thủ bóng đá người Anh thi đấu ở vị trí tiền vệ cánh phải. Ông có hơn 150 lần ra sân ở Football League trong những năm trước Thế chiến thứ II.

## Sự nghiệp
Wally Jennings thi đấu ở địa phương cho South Bristol Central Old Boys và từng thử việc ở Bristol Rovers & Blackburn Rovers. Alex Raisbeck kí hợp đồng với Jennings vào tháng 5 năm 1928 cho Bristol City. Jennings chuyển đến Cardiff City vào tháng 6 năm 1933. Jennings sau đó thi đấu cho Bath City, Cheltenham Town và Bristol St George. Sau khi giải nghệ Wally Jennings là tuyển trạch viên cho Everton, Bristol Rovers và Bath City.